# Alexander Keith
Pour les articles homonymes, voir Keith.
Alexandre Keith (5 octobre 1795 - 14 décembre 1873) était le fondateur de la brasserie Alexander Keith's, en Nouvelle-Écosse.
Il est né à Halkirk, en Écosse, et a émigré au Canada en 1817. Il a fondé la compagnie de brassage avec son nom en 1820. Il a servi comme maire d’Halifax pendant trois ans et comme membre de l'Assemblée législative pendant trente ans. Il est mort à Halifax.
Il est enterré au cimetière de Camp Hill, à côté des Jardins publics d’Halifax. Chaque année, son anniversaire du 5 octobre attire un certain nombre de sectateurs dévots, qui placent cartes d'endroit, fleurs et bouteilles de bière sur sa tombe.
On l'a souvent confondu avec son neveu, aussi appelé Alexandre Keith (surnommé "Sandy"), qui était un agent confédéré notoire pendant la Guerre de Sécession.